# A kis hableány 2. – A tenger visszavár
A kis hableány 2. – A tenger visszavár (eredeti cím: The Little Mermaid II: Return to the Sea) 2000-ben megjelent amerikai 2D-s számítógépes animációs film, amely a Kis hableány-trilógia második része. Az animációs játékfilm rendezői Jim Kammerud és Brian Smith, producerei Leslie Hough és David Lovegren. A forgatókönyvet Elizabeth Anderson, Temple Mathews, Elise D’Haene és Eddie Guzelian írta, a zenéjét Danny Troob szerezte. Műfaja zenés kalandfilm. A videofilm a Walt Disney Pictures és a DisneyToon Studios gyártásában készült, a Walt Disney Home Video forgalmazásában jelent meg.
Amerikában 2000. szeptember 19-én, Magyarországon december 7-én VHS-en adták ki, majd DVD-n is megjelent, később pedig egy felújított változatban is ki adták.

## Cselekmény
|  | Alább a cselekmény részletei következnek! |

Arielnek és Ericnek gyermeke születik, Melodynak nevezik el. A történet kezdetekor őt mutatják be a sellőnépeknek egy tengeri hajón. Ariel apja, Triton király egy különleges medált ajándékoz a kicsinek, amely Atlantikát, a tenger alatti világot ábrázolja. Ám kisvártatva felbukkan Morgana, Ariel korábbi ellenségének Ursulának a nővére, aki gyermek megölésével akar bosszút állni Ursula haláláért. Gaztettét sikerül megakadályozniuk, de Morgana elmenekül, és továbbra is veszéllyel fenyeget.
Ariel gyermeke épségért aggódva, és a múltjától kísértve, úgy dönt, Melody nem tudhat a sellők létezéséről, sem Atlantikáról, hogy biztonságát megóvják. Magas falat építenek, ami elzárja a királyi kastélyt a tengertől, Melodyt pedig erősen intik, hogy valaha is a vízbe merészkedjen.
Tizenkét év telik el így, Melody a szülei tiltása ellenére, gyakran kiszökik a tengerbe, úszni és új dolgok után kutatni. Egy alkalommal éppen azt a medált találja meg, amit Triton király neki akart ajándékozni. Miután felfedezi rajta a nevét, és a nyaklánc tartalmát Atlantikáról, furdalja őt a kíváncsiság, de Ariel nem hajlandó beszélni neki a sellőkről, mi több leszidja a lányát, amiért kiszökött a tengerre. Melodyt egyre jobban emészti a bánat, s mikor, véletlenül, hatalmas felfordulást csinál a 12. születésnapi ünnepségén, végül egymagában kievez a tengerre, egy csónakban. Elhatározza, hogy egyedül fényt derít a nyaklánc mibenlétére. A szülei hamarosan felfedezik, hogy eltűnt, s kétségbeesetten a keresésére indulnak. Triton király, mágikus szigonyával visszaváltoztatja Arielt sellővé, aki így a tengerben folytatja tovább a keresést.
Eközben Morgana, a messzi sarkvidékeken rejtőzve, minden erejével, próbál bosszút állni Ariellen és családján. Varázsgömbjében észreveszi Melodyt, s terveket szövöget, hogy felhasználja őt gonosz céljainak megvalósításában. Csatlósait Kapját és Marját, a tengeri rájákat, és Csáparancsnokot, Melodyért küldi, akik elvezetik őt hozzá. Morgana, Melody kérésére sellővé változtatja a lányt, ám figyelmezteti, hogy a varázslat nem tart örökké, annak véglegesítéséhez pedig szüksége van Triton király csodaszigonyára, amelyet állítása szerint, ő ellopott tőle. A félrevezetett Melody útnak indul, hogy megszerezze a szigonyt. Útja során összebarátkozik két kedves, bár kissé ütődött párossal, Titanik, a pingvin és Rozmár, akik segítségére lesznek a küldetésében. Velük együtt, Melodynak sikerül megszereznie a szigonyt. Bár Ariel észreveszi ezt, nem tudja megállítani Melodyt, így titokban követi őt. Végül mindketten Morgana barlangjában találkoznak össze, ahol Melody igencsak elkeseredik, mikor rájön, anyja sellő kilétére, amiről sohasem beszélt neki. A csalódástól kísérve, átnyújtja a szigonyt Morganának, aki ekkor felfedi Melody előtt, valódi személyét, majd fogságba ejti a lányt, Ariellel együtt.
Morgana arra használja a szigony erejét, hogy uralma alá hajtsa vele a tengert, és annak minden teremtményét. Rövidesen megérkezik Eric és Triton király is, hadseregével, így megkezdődik a végső csata Morgana és csatlósai ellen. Melody, aki időközben kiszabadul a foságból, feljut arra a jéghegyre, ahol Morgana a szigony erejével fenyeget. Megszerzi tőle a szigonyt, és visszajuttatja Tritonnak, aki Morganát, egy hatalmas jégtáblába zárja, és a tenger mélyére süllyeszti.
Melody a történtek után ismét egyesül a családjával, és bár Triton felajánlja neki, hogy végleg sellő maradhasson, ő úgy dönt, mégis inkább anyjával és apjával marad, emberként. Később valamennyien lebontják a kastély körüli falat, ezzel egyesítve az emberek és a sellők népét.
|  | Itt a vége a cselekmény részletezésének! |

## Televíziós megjelenések
Disney Channel 